# San Francisco Tepexoxica
San Francisco Tepexoxica är en ort i Mexiko.   Den ligger i kommunen Tenango del Valle och delstaten Mexiko, i den sydöstra delen av landet, 60 km sydväst om huvudstaden Mexico City. San Francisco Tepexoxica ligger 2 685 meter över havet och antalet invånare är 3 175.
Terrängen runt San Francisco Tepexoxica är kuperad, och sluttar söderut. Runt San Francisco Tepexoxica är det tätbefolkat, med 266 invånare per kvadratkilometer. Närmaste större samhälle är Tenango de Arista, 6,6 km nordväst om San Francisco Tepexoxica. I omgivningarna runt San Francisco Tepexoxica växer i huvudsak blandskog.